# Marina di Ragusa
Marina di Ragusa (Mazzareḍḍi in siciliano) è una frazione del comune di Ragusa, capoluogo dell'omonimo libero consorzio comunale in Sicilia, situata sulle sponde settentrionali del canale di Malta.
Nota fino al 1928 come Mazzarelli, è tra le principali località balneari della costa ragusana. Durante il periodo estivo, a causa dell'afflusso di turisti e della villeggiatura degli abitanti delle zone limitrofe, la popolazione aumenta notevolmente, raggiungendo in alta stagione le 60 000 unità.

## Storia

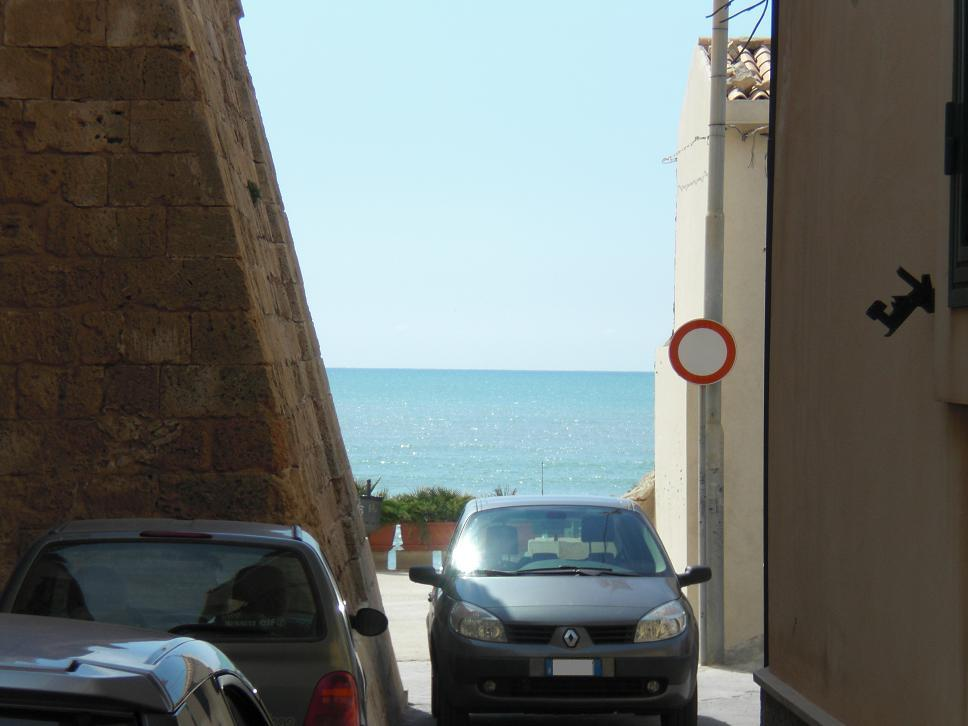
Bastione della Torre Celestre, detta anche Torre di Mazzarelli

L'antico nome del paese era Mazzarelli, che deriva dall'arabo Marsa A'Rillah, significante piccolo approdo. Alla fine del XVI secolo, accanto al porto vecchio, fu costruita la Torre Celestre a scopi difensivi. Entro pochi decenni si formò un nucleo abitativo che però, a causa della sua posizione, in un territorio paludoso nei pressi della foce del fiume Irminio, bonificato solo nel XVIII secolo, non vide un rilevante sviluppo demografico ed economico. Mazzarelli iniziò a prosperare solo nel XIX secolo, quando fiorì il commercio della pietra pece, in particolare con i mercanti inglesi, e delle carrube. 

## Cambio del nome da Mazzarelli a Marina di Ragusa
Il 7 febbraio 1928, durante il regime fascista, il podestà di Ragusa Filippo Pennavaria, esponente del Partito Nazionale Fascista, inoltrò al Governo la richiesta di cambiare il nome della borgata di Mazzarelli in "Marina di Ragusa". La richiesta fu motivata da ragioni amministrative e strategiche legate all’espansione turistica e commerciale del litorale, ritenuto ormai un'estensione naturale del capoluogo.
Il provvedimento, approvato con decreto regio il 15 marzo 1928 e firmato dal re Vittorio Emanuele III e dal capo del governo Benito Mussolini, fu adottato senza il coinvolgimento diretto della popolazione locale. Il nome Mazzarelli, anticamente legato alla storia marinara e alle tradizioni del borgo, fu così cancellato a favore di una denominazione più funzionale alla retorica fascista di centralizzazione e modernizzazione.
Ancora oggi, il nome originario è conservato nella memoria collettiva e in iniziative culturali locali che ne rivendicano l’identità autonoma.

## Geografia fisica
La località si trova a circa 24 km da Ragusa, nel sud-est della Sicilia, ed è circondato dai centri abitati di Santa Croce Camerina, Donnalucata, Scicli e Punta Secca. È caratterizzata da una lunga spiaggia sabbiosa che si interrompe ad ovest al porto e ad est poco prima della riserva dell'Irminio. Molti corsi d'acqua, oggi prevalentemente secchi, sfociavano lungo il litorale, e i loro alvei sono stati ricoperti da strade.

## Economia

### Turismo
L'economia di Marina di Ragusa si basa prevalentemente sul turismo balneare. Storicamente noto come "borgo di pescatori" lungo i suoi due lungomari (Lungomare Andrea Doria e Lungomare Mediterraneo, conosciuto erroneamente anche come Lungomare Vecchio per via della vicinanza al nucleo abitativo originario, benché sia stato costruito successivamente all'Andrea Doria) con il passare degli anni sono nate numerose attività di ristorazione e alberghiere. 
Nel 2009 è stata assegnata a Marina di Ragusa la bandiera blu dalla Fee, insieme alla vicina Pozzallo. Nel 2010 entrambe le località riconfermano il premio dell'anno precedente risultando due delle quattro spiagge migliori della Sicilia (secondo gli standard Fee).
Altro settore economico ben sviluppato nella frazione è l'agricoltura intensiva in serra anche grazie alla vicinanza dei mercati ortofrutticoli di Santa Croce Camerina, Scicli e Vittoria, quest'ultimo il più grande d'Italia.

## Infrastrutture e trasporti

### Strade
La frazione marinara è collegata al capoluogo dalla strada provinciale 25 Ragusa-Marina di Ragusa.

### Aeroporti
Marina di Ragusa è servita dall'aeroporto di Comiso, che si trova a 28 km.

### Porti

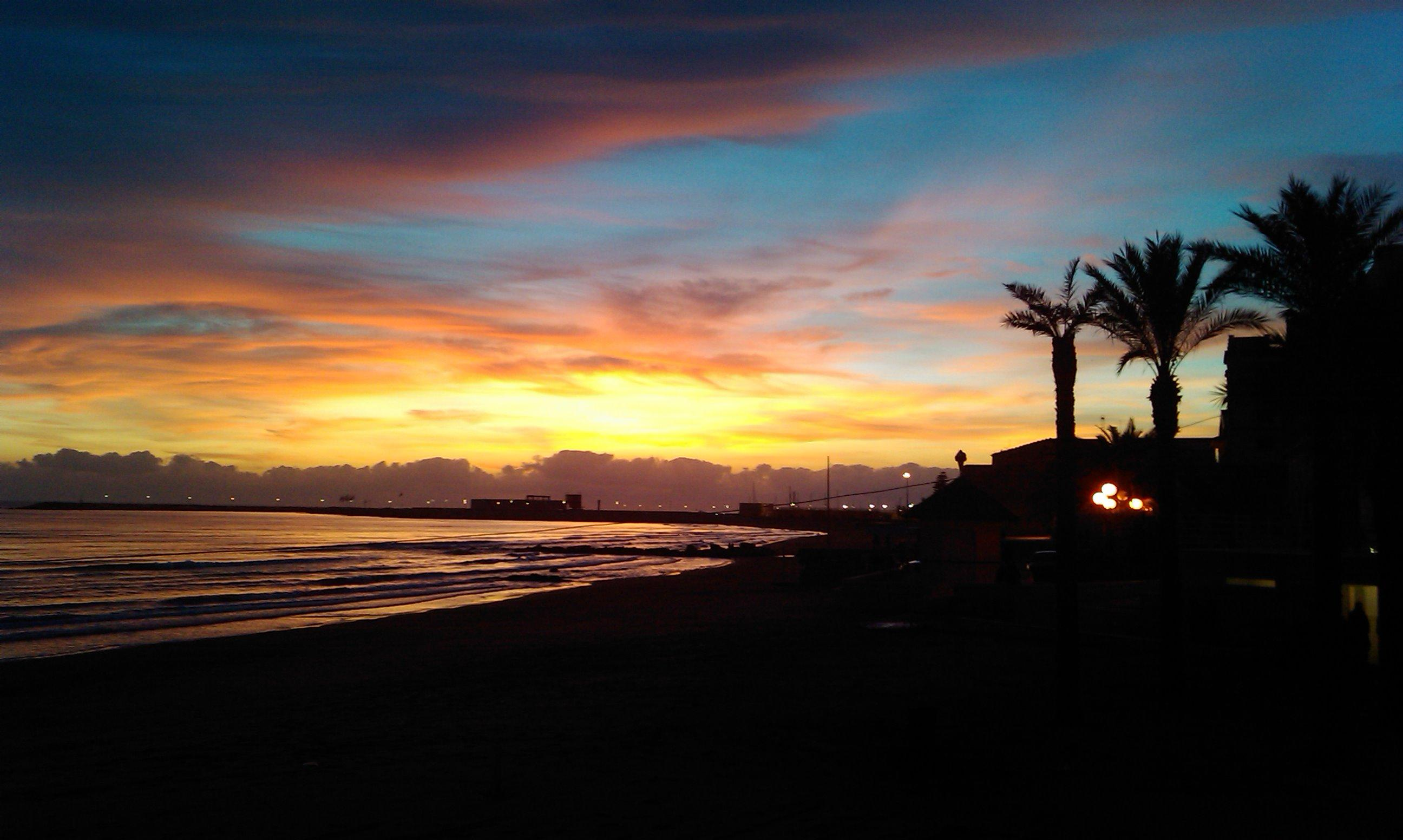
Marina al tramonto

Il porto vecchio di Marina era conosciuto sin dai tempi del generale bizantino Belisario e fu munito di un caricatoio durante il XV secolo e di torre difensiva (la Torre Cabrera) nel XVII. Esso si trovava dove oggi sorge Piazza della Dogana. Nell'800 nacque un secondo approdo conosciuto localmente con il nome di Scalo Trapanese in quanto le navi provenienti da Trapani seguivano la costa siciliana fino allo Scalo di Marina per poi cambiare rotta verso l'isola di Malta. Qui verrà realizzato il primo braccio di un porto negli anni '50, ma poi i lavori si fermeranno.

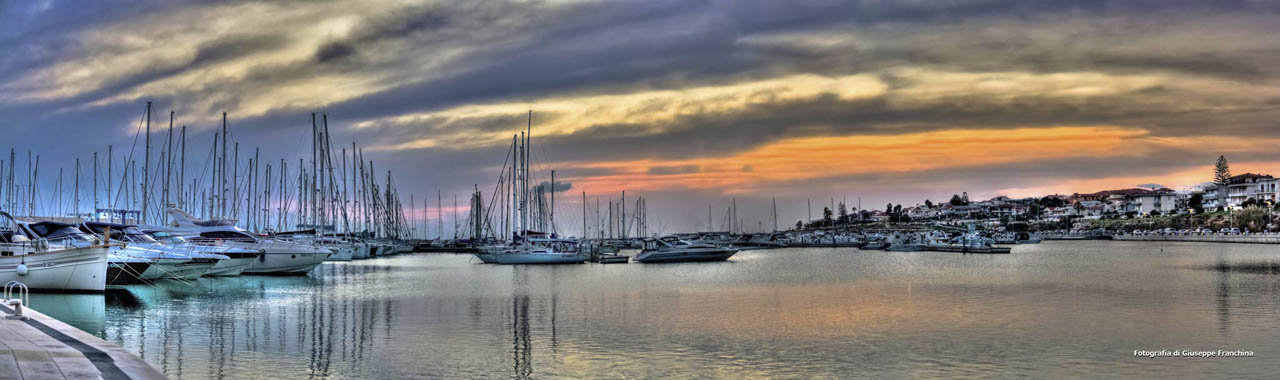
Tramonto al Porto

Il porto nuovo di Marina è stato progettato alla fine degli anni ottanta, ma per motivi burocratici i lavori furono bloccati. Grazie ai fondi dell'Unione europea, il progetto è stato rifinanziato ed i lavori sono iniziati l'11 aprile 2006. Il porto sorge nel vecchio "scalo trapanese" che è stato inglobato nella nuova costruzione. Le prime due barche ad entrare nel nuovo porto turistico furono due natanti maltesi che arrivarono a Marina il 3 luglio del 2009. Il 10 luglio 2009 alla presenza delle autorità fu inaugurato il porto turistico di Marina che diventò pienamente operativo.

## Sport

L'Associazione Calcio Dilettantistica Marina di Ragusa, abbreviata in A.S.D. Marina di Ragusa, è la principale squadra di calcio della frazione. Per la stagione 2019-2020 la squadra ha partecipato, per la prima volta, al campionato di Serie D, presenza confermata anche per la stagione 2020-2021.

## Eventi e festività

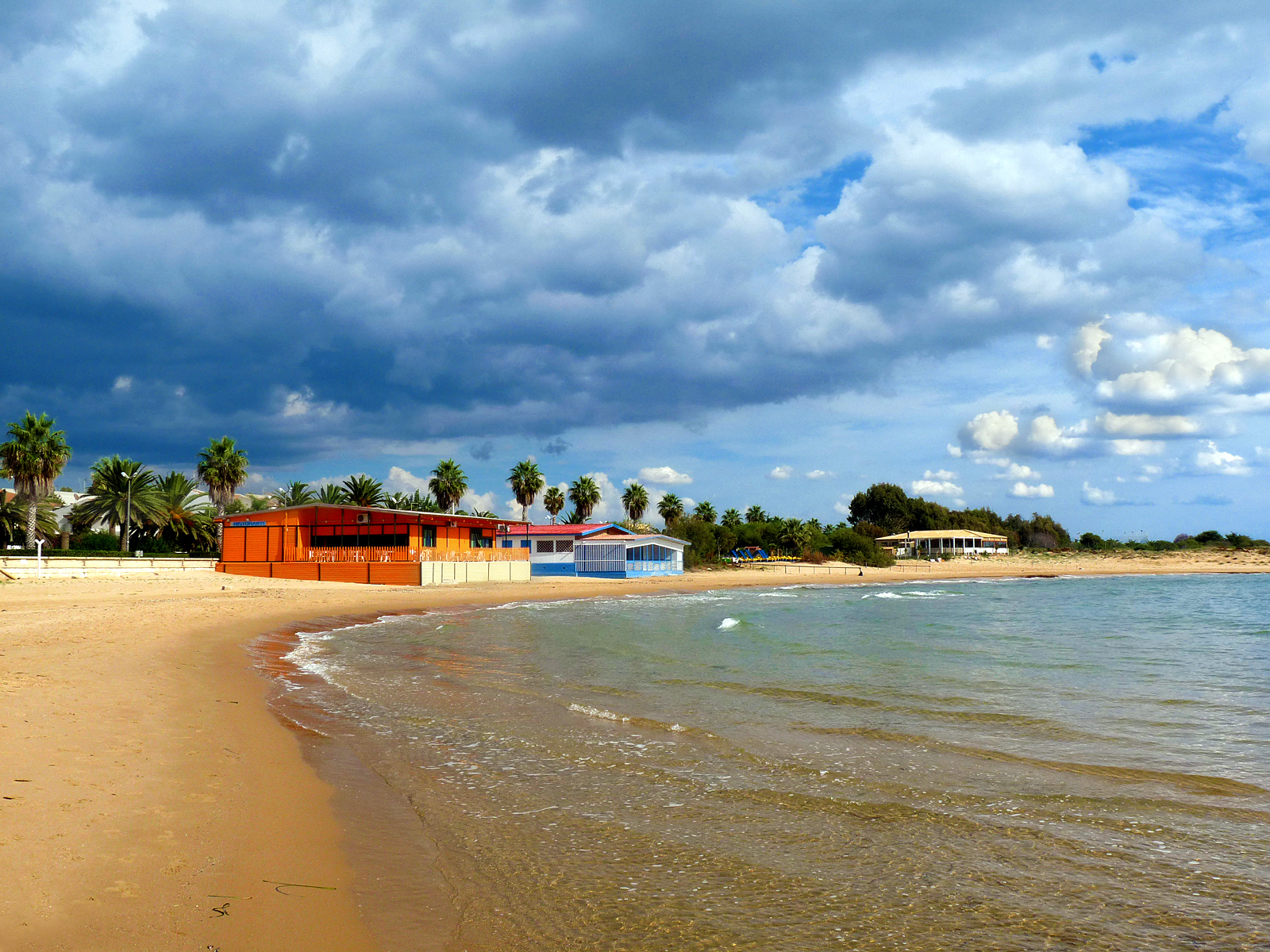
Una delle spiagge di Marina di Ragusa.

Secondo la tradizione, il 14 agosto, fino agli anni cinquanta-sessanta, per festeggiare la conclusione dei principali lavori agricoli svolti, gli abitanti di Ragusa si riunivano per partire alla volta di Marina. Raggiunta la località, andavano in spiaggia e montavano degli accampamenti per passare la notte, in modo da poter dedicare il giorno seguente al mare.
Attualmente, nel giorno di Ferragosto, la chiesa di Santa Maria di Portosalvo organizza un gioco chiamato "legno a mare" (u lignu 'nzivatu) che si svolge in mattinata. Gli iscritti al gioco gareggiano per raggiungere e prendere una bandiera posta ad un'estremità di un palo lungo 8 metri circa posto in orizzontale su un peschereccio e unto di grasso animale. Al vincitore viene dato un premio in danaro e un ricordo (Coppa). Inoltre, nel pomeriggio si effettua una lunga processione sul mare, come succede anche per altre città (Casuzze). Il simulacro della Madonna di Portosalvo viene posto su una barca che, seguita da altre imbarcazioni, ripercorre la maggior parte del litorale. Nello stesso giorno vengono organizzati giochi e fuochi d'artificio insieme a spettacoli teatrali e musicali nella piazza principale (p.zza Duca degli Abruzzi) di Marina.